# Gardénie
Gardénie (Gardenia) je rod rostlin z čeledi mořenovité. Jsou to dřeviny s jednoduchými vstřícnými listy a nápadnými bílými až žlutými květy. Rod zahrnuje asi 130 druhů a je rozšířen v tropech a subtropech Starého světa. Gardénie jasmínovitá je v různých kultivarech pěstována jako pokojová či kbelíková rostlina. Některé druhy gardénií mají význam v lékařství nebo v tradiční medicíně, např. v indické ájurvédě. Mezi hlavní obsahové látky náležejí iridoidní glykosidy.

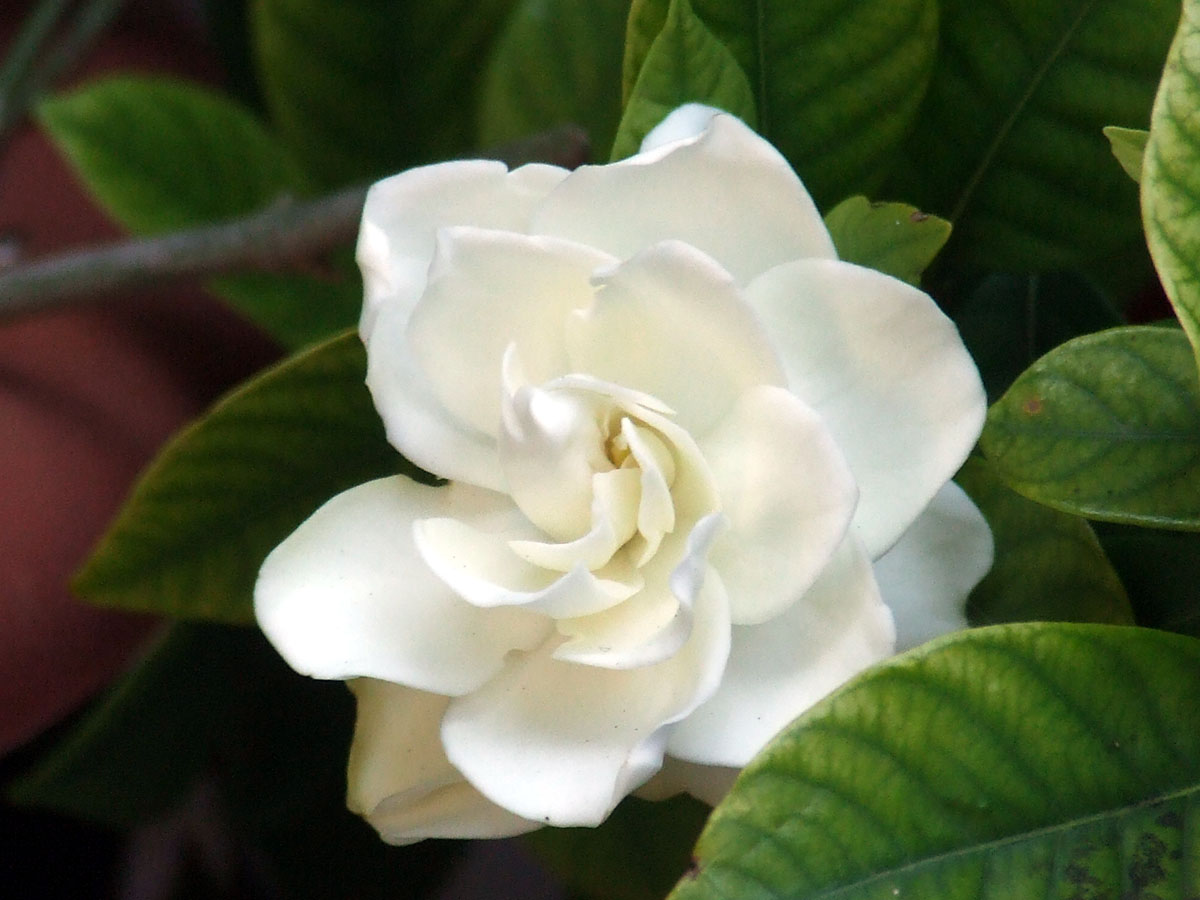
Plnokvětá gardénie jasmínovitá

## Popis
Gardénie jsou beztrnné nebo trnité keře nebo řidčeji stromy. Listy jsou jednoduché, vstřícné nebo výjimečně v trojčetných přeslenech, u některých druhů nahloučené na koncích větví. V paždí žilek na rubu listů jsou často domatia. Palisty jsou vytrvalé nebo opadavé, krátce srostlé okolo stonku nebo až zcela srostlé v kuželovitou číšku. Květy jsou často velké a nápadné, oboupohlavné, přisedlé nebo stopkaté, ve vrcholových nebo pseudoúžlabních svazečcích či vrcholících, někdy redukovaných na jediný květ. Kalich je zakončený 5 až 8 laloky nebo srostlý v trubku či kuželovitou číšku která při rozvoji květu nepravidelně puká. Koruna je bílá, smetanová nebo žlutá, nálevkovitá až řepicovitá, s trubkou zakončenou 5 až 12 laloky, uvnitř lysá nebo chlupatá. Tyčinek je 5 až 12, jsou přirostlé v ústí korunní trubky, mají krátké nitky a jsou zanořené nebo vyčnívající. Semeník obsahuje jedinou komůrku s mnoha vajíčky. Blizna je kyjovitá až dvoulaločná. Plodem je kožovitá nebo dužnatá, kulovitá až elipsoidní bobule. Plody jsou obvykle žluté až oranžovočervené nebo hnědé, s oranžovou dužninou a mnoha semeny.

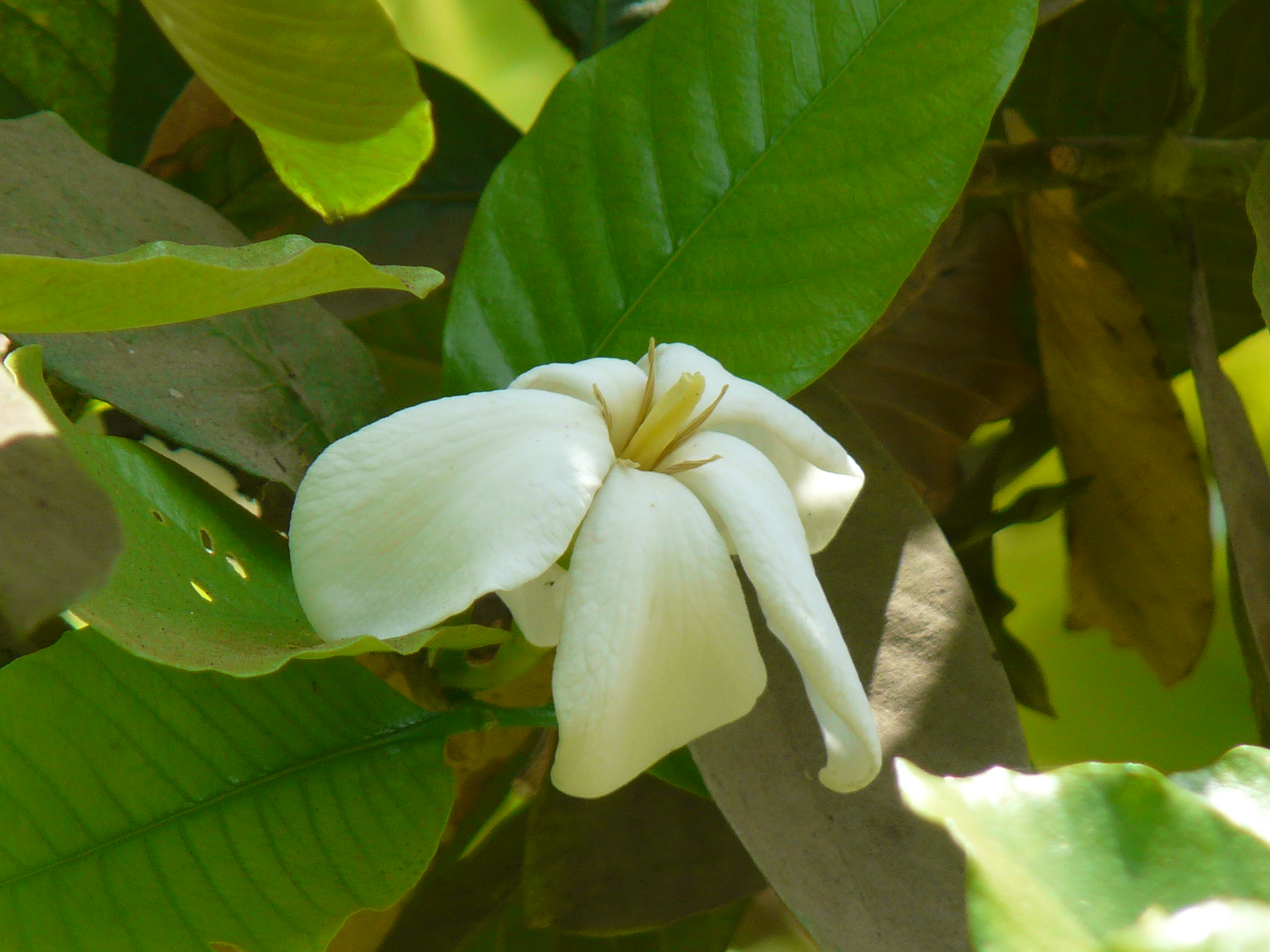
Květ Gardenia resinifera
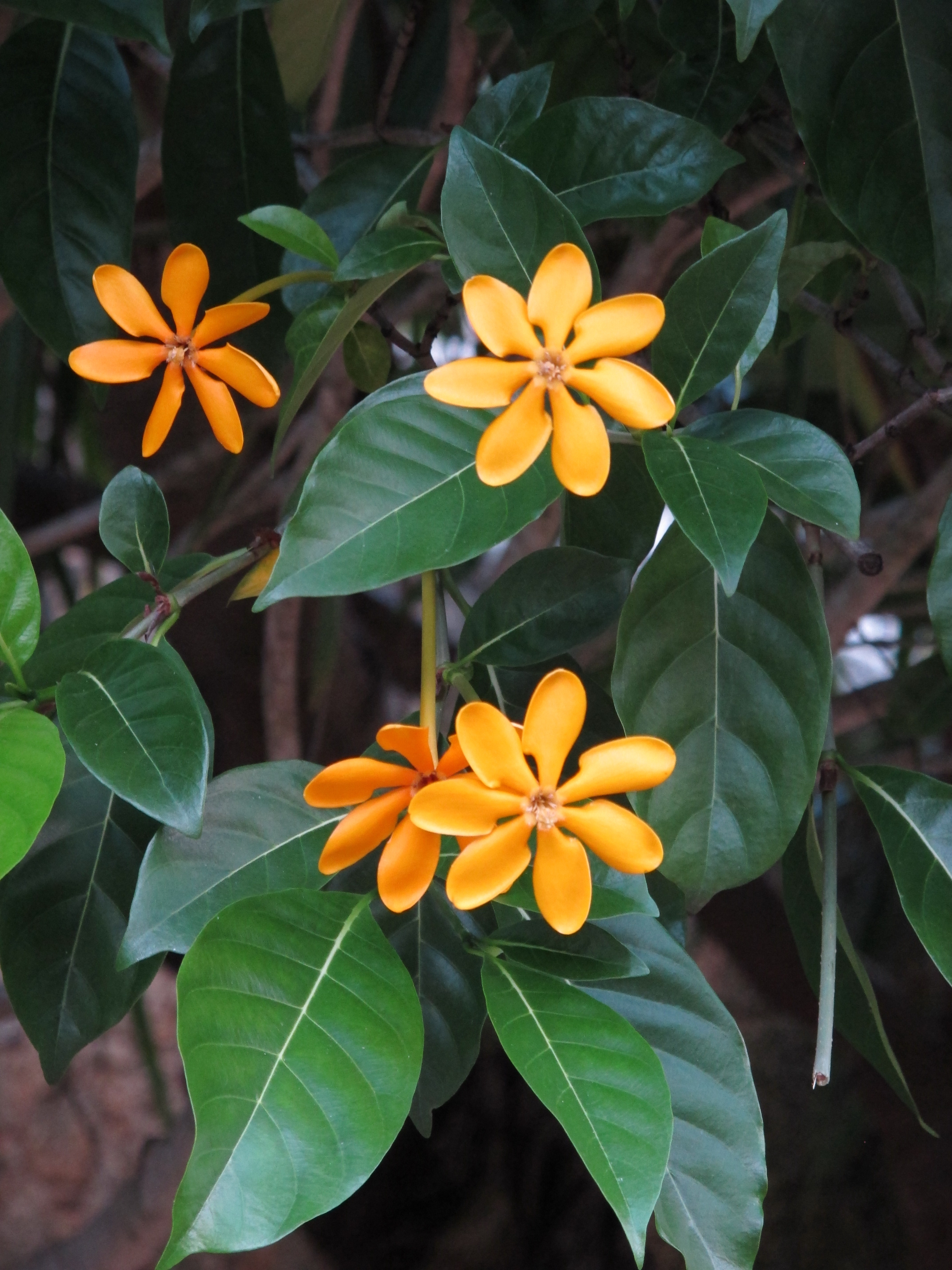
Gardenia carinata
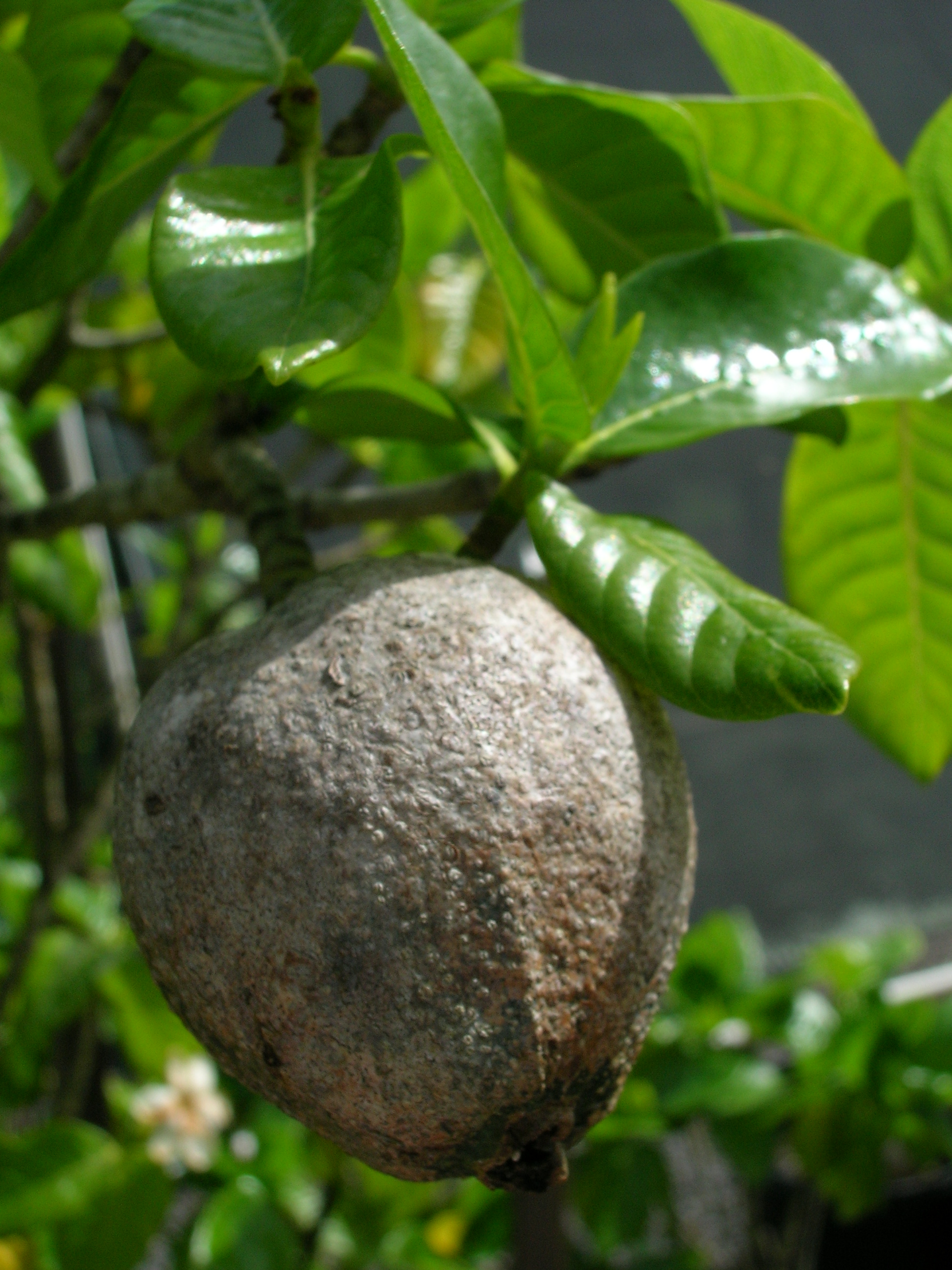
Plod Gardenia brighamii

## Rozšíření
Rod gardénie zahrnuje asi 130 druhů. Je rozšířen v tropech a subtropech Starého světa: v Africe, Asii, severní Austrálii, ostrovech Tichomoří a na Madagaskaru.

## Taxonomie
Rod Gardenia je v rámci čeledi mořenovité řazen do podčeledi Ixoroideae a tribu Gardenieae. Tvoří monofyletickou skupinu spolu s rody Genipa, Aoranthe, Ceriscoides a Kallarsenia. Nejblíže příbuzným rodem je Kallarsenia.
Počet udávaných druhů se v různých zdrojích silně liší, a to od 60 až do 250.

## Obsahové látky
Gardénie jasmínovitá obsahuje iridoidní glykosidy, zejména geniposid, genipin, gardenosid a kyselinu geniposidovou. Ve stoncích a kořenech je obsažen také stigmasterol, D-mannitol a kyselina oleanolová. V listech je přítomen cerbinal, látka s antimykotickým působením. Latex z Gardenia gummifera obsahuje flavony, mj. gardenin, de-Me-tangeretin a nevadensin, dále wogoniny, isoscutellarein, apigenin a de-MeO-sudachitin. Podobné látky obsahuje také latex G. resinifera.

## Ekologické interakce
V jihovýchodní Asii jsou gardénie živnými rostlinami modráskovitých motýlů Artipe eryx a Pithecops corvus. V Asii se na gardéniích živí housenky lišaje Cephonodes hylas, v Austrálii Cephonodes kingii.

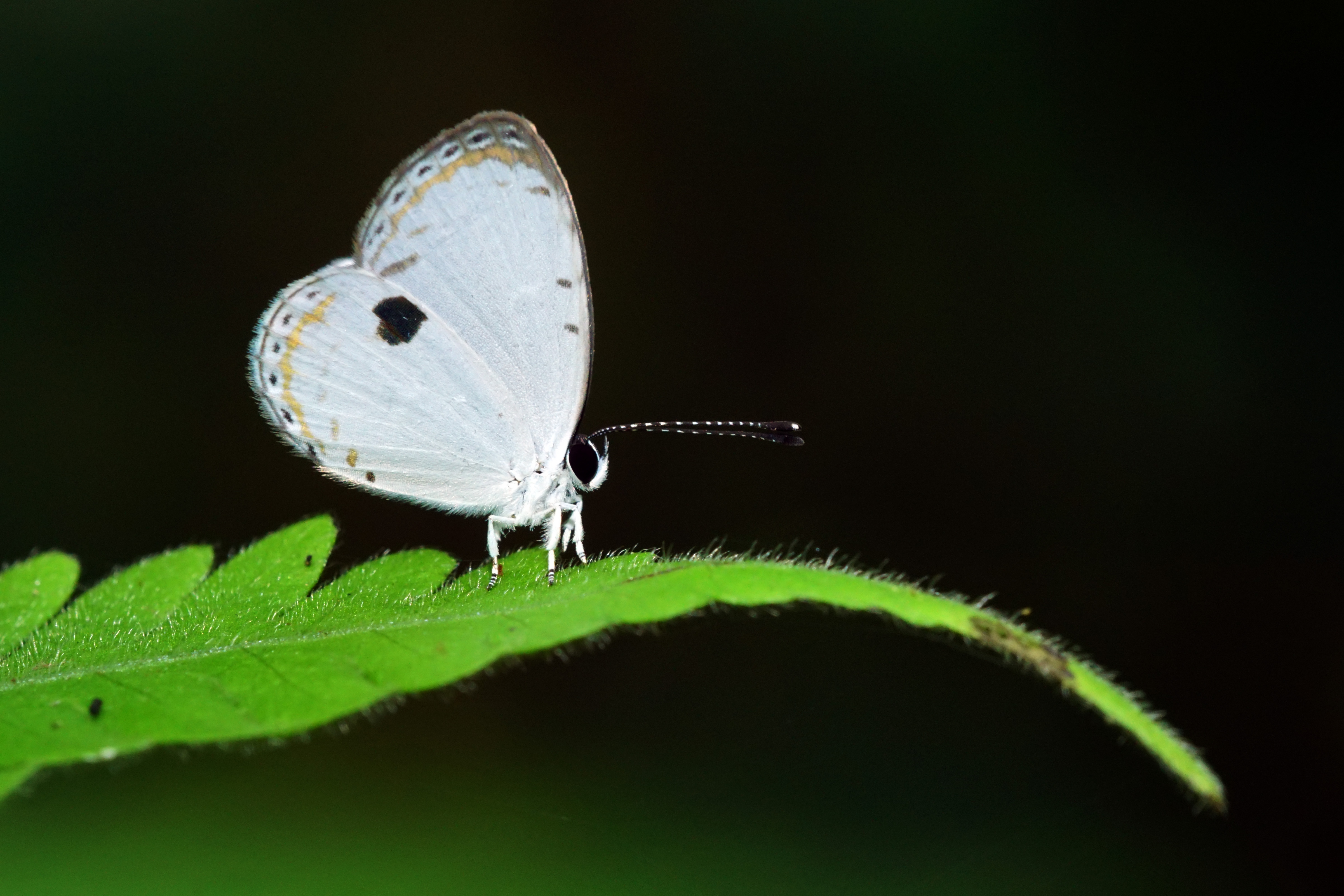
Pithecops corvus
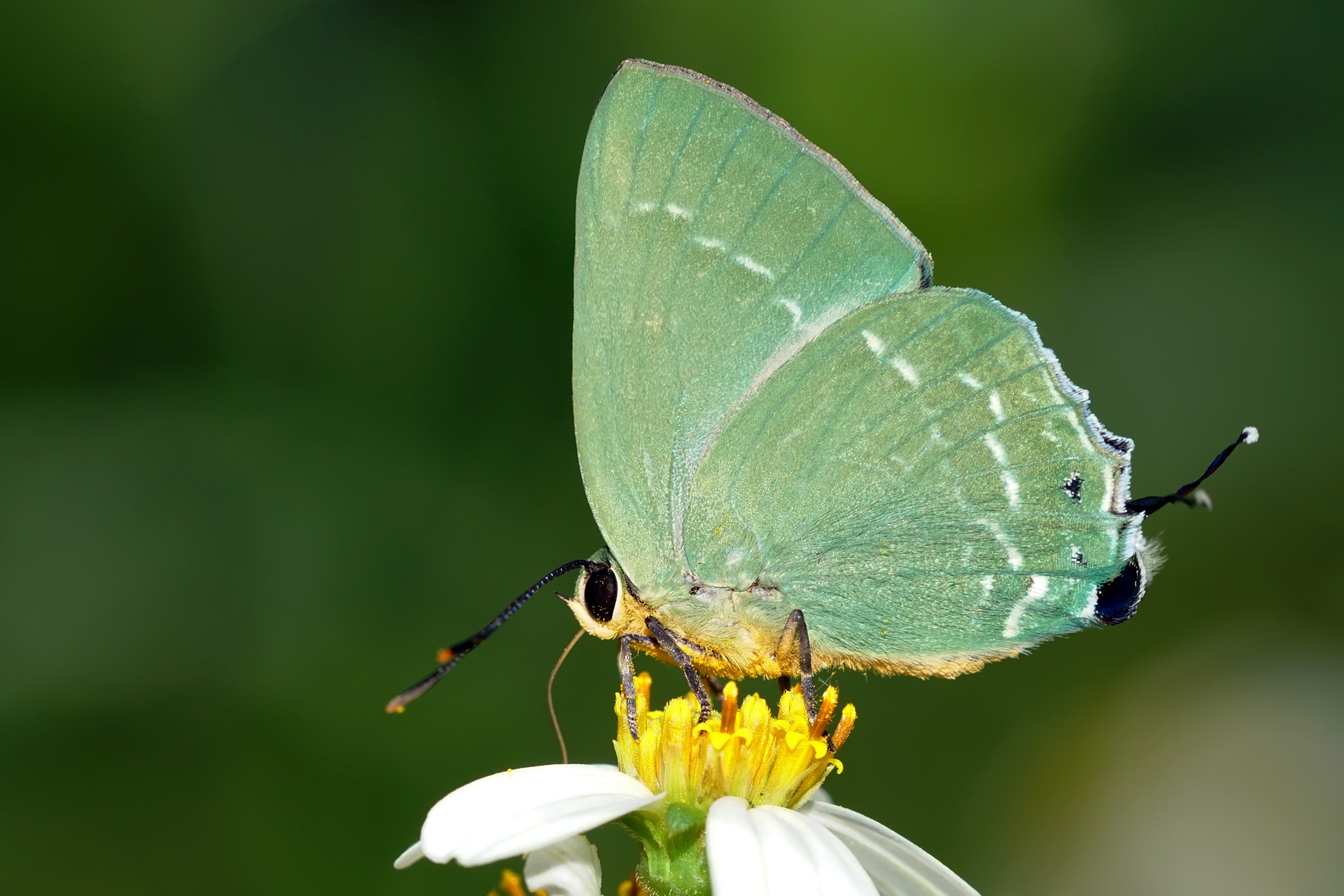
Artipe eryx
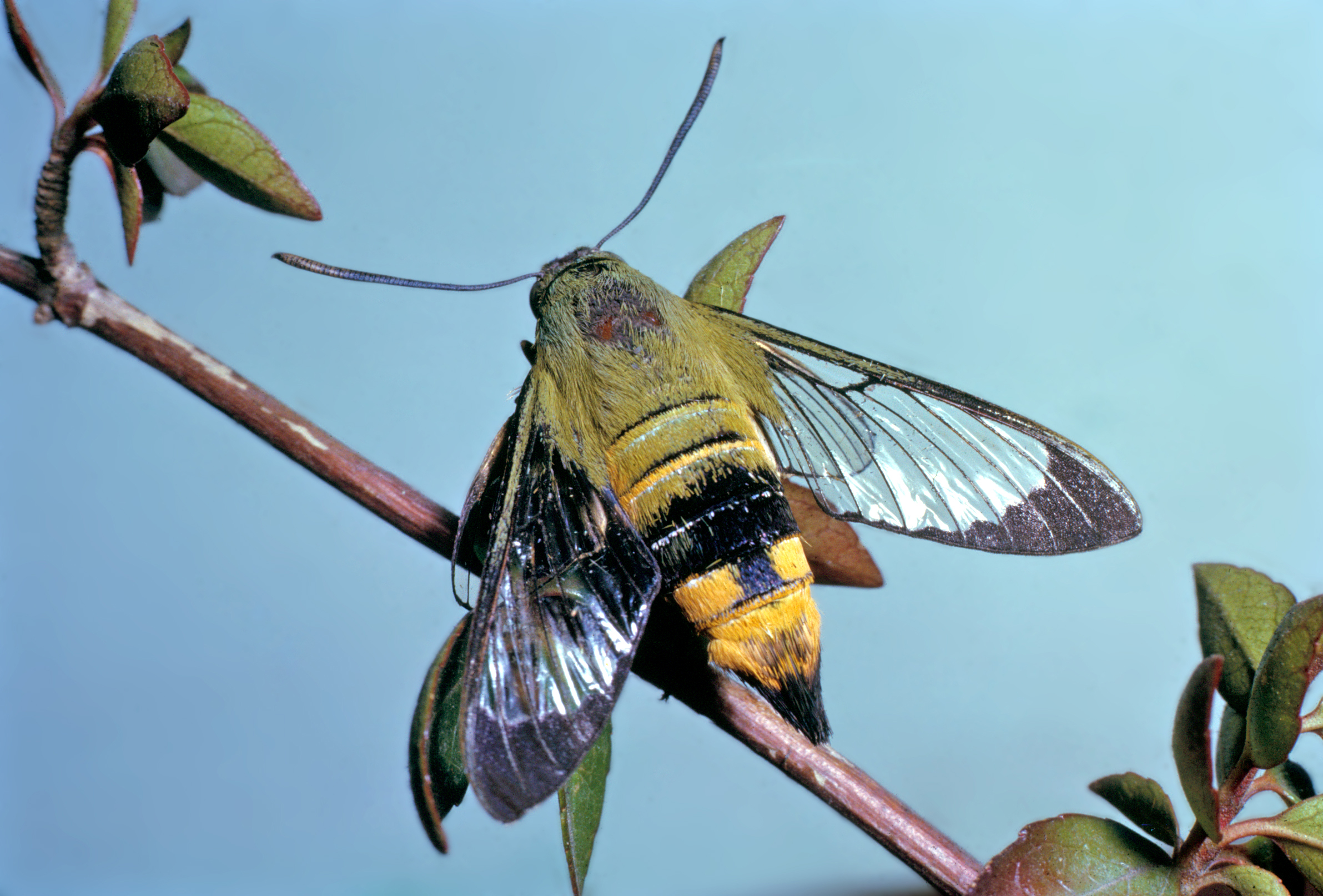
Lišaj Cephonodes kingii
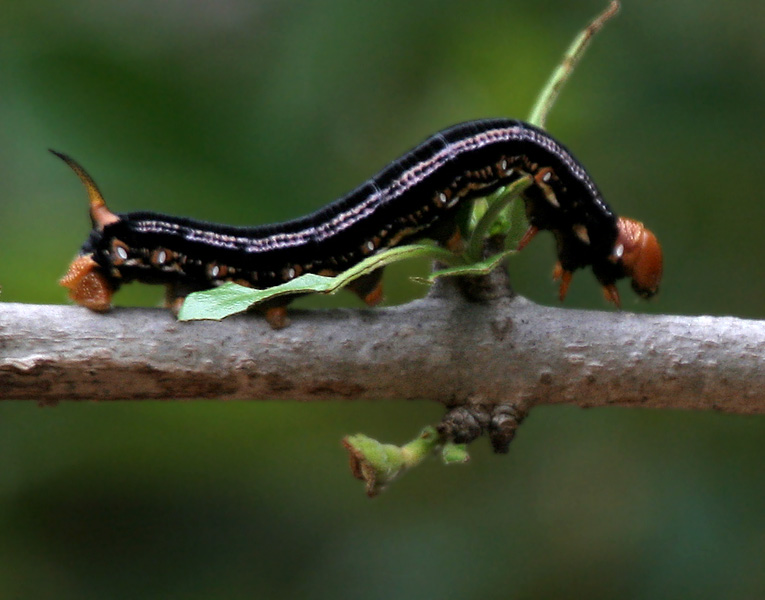
Housenka lišaje Cephonodes hylas

## Zástupci
- gardénie jasmínovitá (Gardenia jasminoides)

## Význam
Gardénie jasmínovitá je pěstována jako pokojová či kbelíková rostlina, v klimaticky příhodných oblastech tropů a subtropů i jako okrasný keř. Rostlina pochází z Číny a Japonska. Vyznačuje se tmavě zelenými, lesklými listy a velkými, bílými, vonnými květy. Byly vypěstovány četné kultivary např. s plnými či poloplnými květy (např. 'Aimee Yoshida', 'Candlelight', 'Mystery'), prodlouženou dobou květu ('August Beauty'), skvrnitými a panašovanými listy ('Variegata', 'Aureovariegata') aj. Z dalších druhů jsou pěstovány zejména Gardenia coronaria, G. taitensis, G. ternifolia a G. thunbergia.
Některé druhy mají význam v tradiční indické medicíně. Plody gardénie jasmínovité se požívají při překyselení trávicího traktu, zácpě, cholestáze a různých zánětech, celá rostlina proti střevním parazitům, jako spasmolytikum aj. Podobně jsou používány i v tradiční čínské medicíně.
Latex z Gardenia gummifera je v ájurvédě používán jako spasmolytikum, stimulans, antiseptikum, expektorans a proti střevním parazitům.
Kůra G. latifolia slouží k léčení kožních nemocí podobně jako latex z G. resinifera.
 Kořeny Gardenia philastrei byly testovány ohledně antimalarického účinku.
Tvrdé dřevo některých druhů (G. turgida, G. latifolia) je v Indii používáno jako náhrada dřeva zimostrázu. Je nažloutlé a má velmi jemnou strukturu. V Malajsii je dřevo gardénií obchodováno pod názvem mentiong.